# Le Breuil (Rhône)
Le Breuil település Franciaországban, Rhône megyében. Lakosainak száma 528 fő (2022. január 1.). Le Breuil Sarcey, Saint-Germain-Nuelles, Bagnols, Bully, Chessy, Légny és Val d’Oingt községekkel határos.

## Népesség
A település népességének változása:
| Lakosok száma | 454  | 501  | 534  | 530  | 537  | 548  | 542  | 535  | 528  |
|               | 2013 | 2015 | 2016 | 2017 | 2018 | 2019 | 2020 | 2021 | 2022 |